# Kingston SE
Kingston SE – miejscowość w Australii Południowej położona prawie 300 km na południowy wschód od Adelaide, i 44 km od Robe, znajduje się przy zatoce Encounter i w pobliżu Parku Narodowego Coorong.  Nazwana na cześć George'a Kingstona, australijskiego polityka i architekta.
Litery "SE" w nazwie miejscowości zostały dodane w celu odróżnienia od miejscowości obecnie nazwanej Kingston-On-Murray, która wcześniej nazywała się tylko "Kingston".
Przy północno-wschodnim wjeździe do miasta znajduje się "Larry", rzeźba homara o wielkości 17x15m.